# Adriana Chechik
Adriana Chechik, född 4 november 1991 i Downingtown i Pennsylvania som Dezarae Kristina Charles, är en amerikansk pornografisk skådespelare. Hon inledde filmkarriären 2013, efter att tidigare ha arbetat som strippa. Chechik deltar ofta i avancerade och våldsamma scener, och hon har vid flera tillfällen vunnit AVN-priser i motsvarande klasser.
På senare år har hon även synts som datorspelskommentator på Twitch, och 2022 meddelade hon att hon i en framtid planerar att övergå helt till en verksamhet som Twitch-kommentator. På plattformen hade hon hösten 2022 nästan en miljon följare, en synlighet som gynnats av visningar i miljardklassen av hennes filmer på kommersiella videogemenskaper.

## Biografi
Chechik föddes och växte upp i Pennsylvania, nära Philadelphia. Hennes biologiska familj har en blandning av engelska, ryska och serbiska rötter, men hon tillbringade själv en stor del av barndomen i olika fosterfamiljer. Hon studerade senare biokemi vid Drexel University.

### Yrkeskarriär
Chechik avslutade dock inte sina studier och flyttade till Hallandale Beach i Florida för att arbeta med striptease. Karriäringången skedde efter tips från en vän, och hon anställdes på Scarlett's Cabaret.

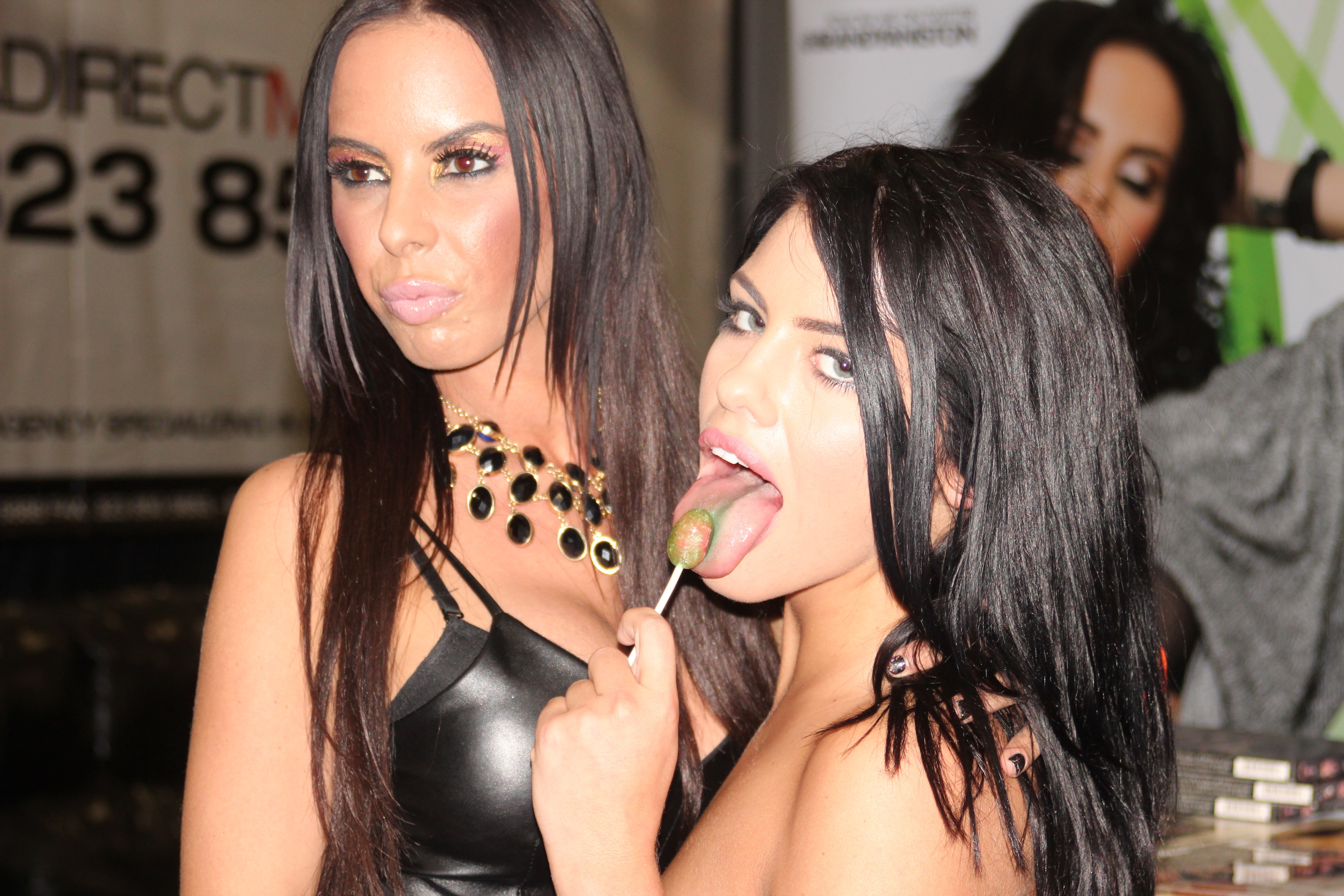
Brandy Aniston och Adriana Chechik, på Exxxotica New Jersey-mässan i oktober 2013.

Hon beslöt dock efter endast tre arbetspass på klubben försöka sig på en karriär inom porrfilmsbranschen, där hon debuterade vid 22 års ålder 2013. Kort tid efteråt skrev hon ett ettårigt kontrakt med Erotique Entertainment. Hon flyttade även till Los Angeles-området, centrum i den nordamerikanska porrfilmsbranschen. Hennes artistnamn valdes efter skräckfilmsregissören David Chechik.
I november samma år kom hennes första gruppsex-film – även hennes första film med dubbel anal penetration – This Is My First... A Gangbang Movie, producerad av Digital Sin. Ett år senare spelade hon in sin första scen med trippel anal penetration, betitlad Gangbang Me. I september det året syntes hon även i tidningen Cosmopolitan, i kolumnen "Sexy/Skanky".
Som skådespelare har Chechik arbetat för ett stort antal av branschens större produktionsbolag, inklusive Evil Angel, Hustler, Tushy, Vixen, Blacked, Girlsway, Penthouse och Brazzers. Fram till 2021 har hon spelat in drygt 1 100 filmer eller scener.
Adriana Chechik deltar ofta i inspelningen av avancerade scener, med olika typer av våldsamma eller akrobatiska inslag. Den stilen etablerades tidigt, och 2015 fick hon en AVN-nominering som Female Performer of the Year. Fram till 2021 har hon erhållit nio AVN-priser, liksom tre Xbiz Awards och 17 av de mer nischade Spank Bank Awards.

### Branscherfarenheter

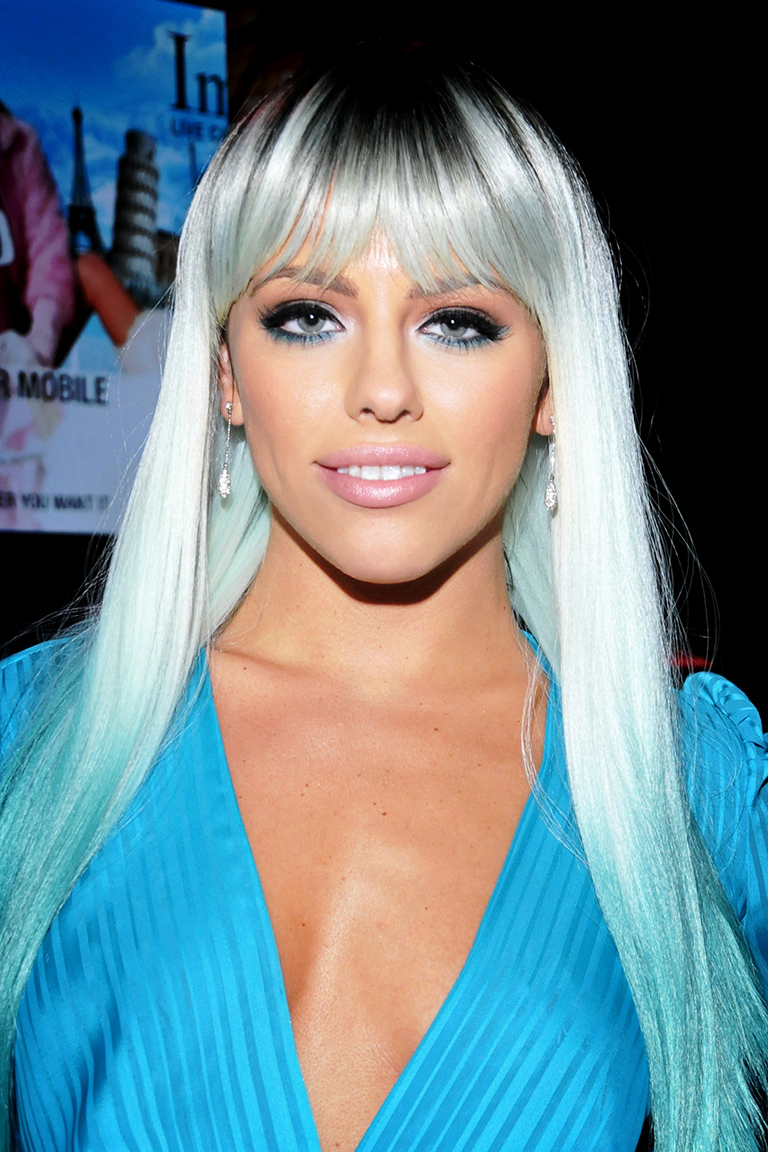
Adriana Chechik (som ofta byter hårfärg) 2016.

2021 avslöjade hon att hennes intensiva scener (som har jämförts med dem en stuntperson agerar i) bland annat lett till en klämd nerv i nacken samt tendens till diskbråck. Hennes vana att delta i avancerade fellatio-scener har gett vissa bestående strupskador. Hon ser själv skådespeleriet som en sorts fribrottning, och efter inspelningar tar hon ofta ett isbad för att snabbare återhämta sig. Chechik ser läketiden för förekommande blåmärken och ömma kroppsdelar som den kanske sämsta sidan av hennes yrke. I intervjuer har hon talat om möjligheten att hålla sin kropp i god trim, genom återkommande besök på gym, samt den visuella sidan av branschen som den mest positiva upplevelsen av sitt arbete. Dessutom uppskattar hon känslan av att kunna styra händelseutvecklingen i en scen, även om handlingen oftast är styrd av den manliga blicken.
Chechik har genom sin karriär sparat ihop till en förmögenhet på 3–5 miljoner US-dollar. På senare år har en allt större del av hennes inkomster kommit via abonnemang på hennes Onlyfans-kanal. I likhet med många andra aktörer inom porrbranschen marknadsför hon sina aktiviteter via sociala medier, och hon hade anno 2022 3,8 miljoner följare på Instagram. Samtidigt hade hon nästan 1 miljon följare på videoplattformen Twitch, där hon kommenterar direktsändningar med datorspelande och allmänna diskussioner med sina följare. I början av 2022 hade hennes Youtube-kanal 116 000 följare. Fram till i september 2022 hade hennes videor visats 2,8 miljarder gånger på videoplattformen XVideos, medan antalet visningar hos konkurrerande Pornhub då var 1,1 miljarder.

### Senare karriär
Med tiden har Chechik ägnat sig allt mer åt sina aktiviteter i sociala medier. Sensommaren 2022 meddelade hon att hon tänkte dra sig tillbaka från reguljära studioinspelningar av pornografisk film och mer ägna sig åt sitt arbete på Twitch, där hon kan interagera med en större allmänhet omkring fler olika ämnen.
I början av oktober samma år skadade hon ryggen i samband med idrottsutövande under spelgalan TwitchCon. Hon bröt ryggraden på två ställen och fick därefter inopererat en stödjande stång för att stabilisera ryggraden. Skadan inträffade efter ett segerhopp ut i en "skumgummigrop", och en annan tävlande drabbades av en knäskada efter sitt hopp. Klagomål riktades mot galans arrangör Lenovo för att ha byggt en osäker tävlingsmiljö.